# 고영표
고영표(高永表, 1991년 9월 16일~)는 대한민국의 야구 선수이다. 현재 KBO 리그 kt 위즈의 투수로 뛰고 있다. 

## 아마추어 경력
형 고장혁과 함께 광주동성고등학교에서 활약하다 화순고등학교로 전학했다.
프로 지명을 받지 못해 화순고 졸업 후 동국대학교에 진학했다. 이후 기량이 급상승해 3학년 때인 2012년 KBO 총재기 우승과 대회 MVP를 동시에 차지했다. 4학년 때인 2013년에는 대학야구 춘계리그에서 우수 투수상을 수상하는 등 동국대 3관왕(춘계리그-전국대학선수권-전국체전)의 주역이 되며 대학 최고의 사이드암으로 평가받았다.
동국대 졸업을 앞두고 생애 처음 대한민국 국가대표팀에 선발돼 2013년 10월에 동아시아 경기 대회에 참가했다. 일본전에 선발로 나와 야마카와 호타카에게 그랜드 슬램을 허용하며 부진했지만 한국은 최종 성적 6승 2패로 준우승을 달성했다.

## 프로 경력
2014년에 kt wiz에 입단하였다. 2016년 5월 8일 한화전에서 3이닝 무실점을 기록하며 팀의 역전 승을 이끌었다.
2017년 시즌부터 선발 투수로 보직을 변경했으나 9월 3일 SK전 이후 우측 회전근개 염증이 발생해 시즌 아웃됐다. 25경기에 등판해 141이닝 8승 12패, 1홀드, 125탈삼진, 5점대 평균자책점을 기록하며 당시 구단 역대 토종 최다 승을 기록했다. 특히 완봉승 1번, 완투승 1번을 기록할 만큼 경기 운영 능력에서 높은 평가를 받았다.
2018년에는 피어밴드, 니퍼트 외에 무주공산이나 다름없던 팀 선발 마운드에서 내구성 있는 모습을 꾸준히 보여주며 25경기에 등판해 142이닝 6승 9패, 134탈삼진, 5점대 평균자책점을 기록했다. 4월 26일 롯데전 2실점 완투승, 5월 24일 KIA전 1실점 완투승, 6월 30일 NC전 강우 콜드 완봉승 등 완투를 총 3번 기록하며 양현종과 함께 완투 부문 리그 공동 1위에 올랐다. 또한 땅볼/뜬공 비율이 2.53으로 리그 선발 투수 중 가장 좋았다.
2018년 시즌 후 사회복무요원으로 대체 복무를 했고, 2020년에 소집 해제됐다.

## 개인사
형인 고장혁도 야구 선수로 활동했다. 

## 출신 학교
- 광주대성초등학교
- 광주동성중학교
- 광주동성고등학교(전학) → 화순고등학교
- 동국대학교

## 통산 기록
| 연도 | 팀명  | 평균자책점 | 경기 | 완투 | 완봉 | 승 | 패 | 세 | 홀 | 승률  | 타자 | 이닝  | 피안타 | 피홈런 | 볼넷 | 사구 | 탈삼진 | 실점 | 자책점 |
| ---- | ----- | ---------- | ---- | ---- | ---- | -- | -- | -- | -- | ----- | ---- | ----- | ------ | ------ | ---- | ---- | ------ | ---- | ------ |
| 2015 | kt    | 5.68       | 46   | 0    | 0    | 3  | 4  | 0  | 0  | 0.429 | 266  | 57    | 68     | 2      | 19   | 16   | 57     | 41   | 36     |
| 2016 | kt    | 5.59       | 53   | 0    | 0    | 2  | 4  | 0  | 5  | 0.333 | 260  | 56⅓   | 65     | 6      | 19   | 10   | 62     | 38   | 35     |
| 2017 | kt    | 5.08       | 25   | 2    | 1    | 8  | 12 | 0  | 1  | 0.400 | 612  | 141⅔  | 170    | 13     | 16   | 18   | 125    | 84   | 80     |
| 2018 | kt    | 5.13       | 25   | 3    | 1    | 6  | 9  | 0  | 0  | 0.400 | 620  | 142   | 175    | 17     | 25   | 14   | 134    | 91   | 81     |
| 2021 | kt    | 2.92       | 26   | 1    | 1    | 11 | 6  | 0  | 1  | 0.647 | 664  | 166⅔  | 147    | 9      | 27   | 14   | 130    | 59   | 54     |
| 2022 | kt    | 3.26       | 28   | 1    | 1    | 13 | 8  | 0  | 0  | 0.619 | 758  | 182⅓  | 191    | 7      | 23   | 16   | 156    | 69   | 66     |
| 2023 | kt    | 2.78       | 28   | 0    | 0    | 12 | 7  | 0  | 0  | 0.632 | 706  | 174⅔  | 181    | 7      | 19   | 9    | 114    | 57   | 54     |
| 2024 | kt    | 4.95       | 18   | 0    | 0    | 6  | 8  | 0  | 0  | 0.429 | 456  | 100   | 141    | 6      | 14   | 11   | 79     | 61   | 55     |
| 통산 | 8시즌 | 4.06       | 249  | 7    | 4    | 61 | 58 | 0  | 7  | 0.513 | 4342 | 1020⅔ | 1138   | 67     | 162  | 108  | 857    | 500  | 461    |

- 굵은 글씨는 해당 시즌 최고 기록